# Castillo de Gorzanów
El Castillo de Gorzanów (en polaco: Zamek w Gorzanowie) es una antigua residencia señorial en el Kłodzko en la baja Silesia, Polonia. Una fundación alemana del siglo XVI, estuvo en manos de la familia von Herberstein de Grafs (Grafen von Herberstein) desde la segunda mitad del siglo XVII hasta 1930 —de ahí su nombre—, y es uno de los antiguos nombres del pueblo en el que se encuentra.
El castillo, situado a una altitud de cerca de 329 m (1.080 pies) sobre el nivel del mar, comprende más de cien cámaras interiores dentro de su estructura, está rodeado de 6,6 hectáreas (16,3 acres) de zonas verdes (jardines del palacio), que una vez fueron una de sus mayores glorias, con vistas que se describen como si tuviesen un efecto hipnótico en el espectador. 